# Рівер-Боттом (Оклахома)
Рівер-Боттом (англ. River Bottom) — переписна місцевість (CDP) в США, в окрузі Маскогі штату Оклахома. Населення — 248 осіб (2020).

## Географія
Рівер-Боттом розташований за координатами 35°38′9″ пн. ш. 95°14′16″ зх. д. / 35.63583° пн. ш. 95.23778° зх. д. (35.635819, -95.237882).  За даними Бюро перепису населення США в 2010 році переписна місцевість мала площу 24,17 км², уся площа — суходіл.

## Демографія
Згідно з переписом 2010 року, у переписній місцевості мешкали 154 особи в 63 домогосподарствах у складі 48 родин. Густота населення становила 6 осіб/км².  Було 77 помешкань (3/км²).
Расовий склад населення:
| - 71,4 % — білих - 23,4 % — корінних американців - 1,3 % — осіб інших рас |

До двох чи більше рас належало 3,9 %. Частка іспаномовних становила 5,2 % від усіх жителів.
За віковим діапазоном населення розподілялося таким чином: 18,8 % — особи молодші 18 років, 63,0 % — особи у віці 18—64 років, 18,2 % — особи у віці 65 років та старші. Медіана віку мешканця становила 51,2 року. На 100 осіб жіночої статі у переписній місцевості припадало 120,0 чоловіків;  на 100 жінок у віці від 18 років та старших — 119,3 чоловіків також старших 18 років.
Середній дохід на одне домашнє господарство  становив 52 585 доларів США (медіана — 43 333), а середній дохід на одну сім'ю — 58 861 долар (медіана — 47 083). За межею бідності перебувало 9,8 % осіб, у тому числі 23,5 % дітей у віці до 18 років та 0,0 % осіб у віці 65 років та старших.
Цивільне працевлаштоване населення становило 61 осіб. Основні галузі зайнятості: транспорт — 21,3 %, освіта, охорона здоров'я та соціальна допомога — 18,0 %, виробництво — 16,4 %.